# Весновское сельское поселение
Весно́вское се́льское поселе́ние — упразднённое муниципальное образование на территории Краснознаменского административного района Калининградской области. Административный центр поселения — посёлок Весново.

## История
Весновское сельское поселение образовано 30 июня 2008 года в соответствии с Законом Калининградской области № 256. В его состав вошла территория бывшего Весновского сельского округа.
Законом Калининградской области от 27 апреля 2015 года № 419, все муниципальные образования Краснознаменского муниципального района: «Краснознаменское городское поселение», «Алексеевское сельское поселение», «Добровольское сельское поселение» и «Весновское сельское поселение» — с 1 января 2016 года были преобразованы путём объединения в Краснознаменский городской округ.

## Население
| 2002 | 2010  | 2012  | 2013  | 2014  | 2015  |
| ---- | ----- | ----- | ----- | ----- | ----- |
| 1600 | ↗2001 | ↗2003 | ↘1961 | ↘1958 | ↘1927 |

## Состав сельского поселения
В состав сельского поселения входят 12 населённых пунктов
- Белкино (посёлок) — 52[5]
- Весново (посёлок, административный центр) — 771[5]
- Дятлово (посёлок) — 0[5]
- Желанное (посёлок) — 127[5]
- Заозерное (посёлок) — 11[5]
- Новинки (посёлок) — 35[5]
- Саратовское (посёлок) — 11[5]
- Сорокино (посёлок) — 32[5]
- Толстово (посёлок) — 186[5]
- Узловое (посёлок) — 562[5]
- Февральское (посёлок) — 189[5]
- Шейкино (посёлок) — 25[5]